# Sean Eadie
Sean Eadie   (Sydney, 15 d'abril de 1969) és un ciclista de pista ciclista australià, que s'especialitzà en la pista, concretament la velocitat. Del seu palmarès en pista destaca la medalla als Jocs Olímpics de Sydney i quatre més als Campionats del Món de Ciclisme en pista.

## Palmarès
- 1995
  - Campió d'Oceania en Velocitat
  -  Campió d'Austràlia en Velocitat
- 1997
  -  Campió d'Austràlia en Velocitat
- 2000
  -  Medalla de bronze als Jocs Olímpics de Sydney en Velocitat per equips (amb Gary Neiwand i Darryn Hill)
  -  Campió d'Austràlia en Velocitat
  -  Campió d'Austràlia en Velocitat per equips
- 2001
  - Medalla d'or als Goodwill Games en Velocitat
  - Campió d'Oceania en Velocitat per equips
- 2002
  -  Campió del món de velocitat
  - Medalla d'or als Jocs de la Commonwealth en Velocitat per equips (amb Jobie Dajka i Ryan Bayley)
  -  Campió d'Austràlia en Velocitat
  -  Campió d'Austràlia en Velocitat per equips
- 2004
  - Campió d'Oceania en Velocitat
  -  Campió d'Austràlia en Velocitat

### Resultats a laCopa del Món
- 1997
  - 1r a Adelaida, en Velocitat per equips
- 2002
  - 1r a Sydney, en Velocitat
  - 1r a Sydney, en Keirin